# Perron de Verviers
Le perron de Verviers est un monument érigé sur la fontaine de la place du Marché, devant l'hôtel de ville, au centre de la ville de Verviers, dans la province de Liège en Belgique. La fontaine et le perron sont classés depuis le 15 mars 1934.

## Historique
Un premier perron fut octroyé à la ville de Verviers par le prince-évêque Érard de La Marck en 1534. Après une restauration opérée en 1561, il est remplacé par le perron actuel, symbole des libertés communales et la fontaine en 1732 sous l'administration du prince-évêque Georges-Louis de Berghes. Sur la face orientale de la fontaine (côté hôtel de ville), une double porte en bronze était depuis 1732 décorée des armoiries du prince-évêque de Berghes et des bourgmestres Simonis et Delmotte mais celle-ci fut enlevée lors de la révolution belge de 1830 et remplacée par une double porte en bois.

## Description

### La fontaine
Un imposant volume parallélépipédique incorporant la fontaine sert de base au perron. Cette fontaine à base carrée est réalisée en pierres de taille. Elle mesure presque 4 mètres de haut et chaque face d'une largeur d'environ 1 mètre possède à mi-hauteur un mascaron doré à tête d'angelot cracheur d'eau. Cette eau aboutit dans quatre grandes vasques en pierre calcaire en forme de coquillages.

### Le perron
La base du perron est constituée par trois marches sur quatre faces. Au-dessus de ces marches, se dresse une colonne de section circulaire d'une hauteur d'environ 2 mètres. Le sommet est constitué d'une pomme de pin surmontée d'une croix. Le perron est recouvert d'un enduit doré.